# Taknock
Taknock eller takås är den del av ett sadeltak där takfallen möts, det vill säga normalt den högsta punkten på ett tak.
Ordet "taknock" är belagt i svenskan sedan 1807.